# Олекса Олексієнко
Олекса Олексієнко (ім'я при народженні Алексєєв Олексій Михайлович, 1872, Харків — 31 січня 1942) — український актор, один з перших українських кінорежисерів.
Народився 1872 року в Харкові. Помер 31 січня 1942 р. Працював в українських трупах Г. Деркача (1893—1894), М. Кропивницького (1894—1898), Д. Гайдамаки (1898—1903, 1906, 1911—1914), Д. Гайдамаки і Суслова (1903—1904), А-Сабініна (1907—1910), у театральних колективах Харкова і Полтави.
Зняв 1909 р. кіноводевілі: «Як вони женихалися, або Три кохання в мішках» та «Ніч перед Різдвом» М.Гоголя, «Москаль-чарівник» за І. Котляревським, «Бувальщина» А. Велисовського, в 1910—19Ц рр. — «Як ковбаса та чарка, то й минеться сварка» М. Старицького, «Кум-мірошник, або Сатана в бочці» Д. Дмитренка тощо.